# کلمنت کازالت
 کلمنت کازالت (انگلیسی: Clement Cazalet؛ ۱۶ ژوئیهٔ ۱۸۶۹ – ۲۳ مارس ۱۹۵۰) یک تنیس‌باز اهل بریتانیا بود.